# Schenkia scopulifer
Schenkia scopulifer är en stekelart som först beskrevs av Obrtel 1953.  Schenkia scopulifer ingår i släktet Schenkia och familjen brokparasitsteklar. Inga underarter finns listade i Catalogue of Life.